# .au

Logo van .auDA

.au is het internet landcode top-level-domein voor Australië.
De domeinnaam werd oorspronkelijk toegewezen aan Kevin Robert Elz van de Melbourne University in 1986. Na ongeveer vijf jaar werk in de jaren '90 creëerde de internetindustrie een zelfregelend orgaan genaamd de .au Domain Administration om de domeinnaam te beheren. Zij verkreeg goedkeuring van de ICANN in 2001 en begon op 1 juli 2002 met een nieuw concurrerend beleid voor domeinregistratie.
Het is niet mogelijk direct in het tweede niveau van .au te bestellen (zoals mijnbedrijf.au). De benoemingsregels eisen een tweede categorie die het type aangeeft onder .au. .com.au is bijvoorbeeld bedoeld voor commerciële aangelegenheden. Dit volgt eenzelfde soort toewijzingsbeleid als dat in andere landen gebruikt wordt, zoals het Verenigd Koninkrijk en Nieuw-Zeeland.